# Nilo Guimarães
Nilo Martins Guimarães (Mogi das Cruzes, 4 de abril de 1957) é um ex-basquetebolista brasileiro. Foi armador da seleção brasileira na década de 1980.
Atualmente é secretário municipal de esportes em sua cidade natal.
Nilo começou no basquete com apenas 13 anos, jogando pelo time do Colégio Washington Luís. Profissionalizou-se no Esporte Clube São Bernardo, clube no qual o armador conquistou os primeiros títulos de sua carreira.
Após deixar o clube da Grande São Paulo, Nilo seguiu para o Vale do Paraíba, para defender o São José. O ex-armador teve também uma boa passagem pelo forte time do Flamengo em 1984 e 1985, quando foi bicampeão do Campeonato Carioca e vice-campeão do Campeonato Brasileiro. Em seguida, jogou no Rio Claro, em 1985. Após sair da equipe rioclarense, ficou cinco anos no time da Pirelli.
A primeira convocação para a seleção brasileira de basquetebol aconteceu em 1981, para a disputa do Campeonato Sul-Americano. Pelo Brasil, Nilo foi bicampeão Sul-Americano em 1983 e 1985 e conquistou a medalha de prata nos Jogos Pan-Americanos de 1983. Participou também das Olimpíadas de 1984, e dos Mundiais de 1982 e 1986.
Encerrou sua carreira no ano de 1995, após mais uma temporada pelo Minas. Tornou-se treinador três anos mais tarde, ao assumir o comando técnico da equipe do Mogi das Cruzes, onde trabalhou até 2002.